# Dick Morley
Richard E. „Dick“ Morley (* 1. Dezember 1932 in Clinton, Massachusetts; † 17. Oktober 2017 in New Hampshire) war ein US-amerikanischer Ingenieur auf dem Gebiete der Elektronik und Computertechnik. Er und Odo J. Struger gelten als die Väter der speicherprogrammierbaren Steuerung.
1969 stellte er eine „Modicon 084“ als „solid-state sequential logic solver“ (Halbleiter-basierender sequentieller Logikrechner) vor. Er wehrte sich gegen die Bezeichnung „Computer“, weil er hierdurch die Akzeptanz gefährdet sah. Die Programmierung erfolgte grafisch mit einem ladder diagram, einer stromlaufplanähnlichen Darstellung.
Morley war Inhaber von mehreren Patenten und Autor von technischen Büchern.